# Na Idade do Lobo
Na Idade do Lobo foi uma telenovela brasileira produzida pela extinta Rede Tupi e exibida de 13 de março a 12 de setembro de 1972.
Escrita por Sérgio Jockymann e dirigida por Walter Avancini e Carlos Zara.
Dos 160 capítulos originalmente exibidos, apenas 1 foi preservado, estando sob a guarda da Cinemateca Brasileira.

## Sinopse
Prestes a completar quarenta anos, Fernando, um homem rico e bonito – um bon vivant -, resolve pela negação de seu passado: abandona a vida fútil que leva para viver com Carina, uma humilde jovem do Exército da Salvação.
Antes, Fernando havia se envolvido com belas e ricas mulheres, como Mag, Cláudia, sua noiva há dez anos, e Paula, sua primeira grande paixão.

## Elenco
- Carlos Alberto - Fernando
- Bete Mendes - Carina
- Irene Ravache - Cláudia
- Maria Isabel de Lizandra - Belinha
- Dênis Carvalho - Flô
- Mauro Mendonça - Eduardo
- Stênio Garcia - Chico
- Yolanda Cardoso - Lucila
- Marisa Sanches
- Tony Ramos - Miguel
- Older Cazarré - Jonas
- Maria Aparecida Baxter - Wilma
- Márcia de Windsor - Consuelo
- Wilson Fragoso - Fábio
- Ivan Mesquita - Juca
- Lélia Abramo - Inês
- Geórgia Quental - Mag
- Pepita Rodrigues - Paula
- Jacques Lagoa - Zeco
- Marcos Plonka - Bronco
- Graça Mello - Major Pedro
- Silvana Lopes - Arishta
- Jovelty Archângelo - Varajan
- Carlos Alberto Riccelli
- Abrahão Farc
- Elizabeth Gasper
- Lisa Negri
- Newton Prado
- Leonor Navarro
- Sandra Lobo
- Míriam Mayo
- Nanci Rinaldi
- Haroldo Botta - Diego
- Cyl Farney
- Ira de Fürstemberg

## Trilha Sonora[3]
1. Mi Gran Amor - Augusto Algueró
2. Valsa para uma Contra Saudade - Laís Marques
3. O Amor está no Ar - Agostinho dos Santos
4. Cry Baby -  Laís Marques
5. Quase um Adeus - Roger Kendal e Orquestra
6. Quebrando a Cara - Roger Kendal e Orquestra
7. Times and Places - Glenn Weston
8. Honey Conny - Oscar Harris & Twinkle Stars
9. Mother Nature (Comes to my Door) -  Mancini & Fox
10. Hop Pickin' Son - Paul Connor
11. Don't Wanna Live Inside Myself - Bee Gees
12. Pool of Bad Luck - Joe Simon

Direção de produção: Cayon Gadia
- Les Fleur - Minnie Riperton